# Nerocila lomatia
Nerocila lomatia es una especie de crustáceo isópodo marino del género Nerocila, familia Cymothoidae. Fue descrita científicamente por Bruce en 1987.

## Distribución
Esta especie se encuentra en Australia y la parte central del Indo-Pacífico.